# Варваровка (Ічалківський район)
Варва́ровка (рос. Варваровка, ерз. Варваровка) — присілок у складі Ічалківського району Мордовії, Росія. Входить до складу Оброчинського сільського поселення.

## Населення
Населення — 1 особа (2010; 3 у 2002).
Національний склад (станом на 2002 рік):
- ерзяни — 67 %
- росіяни — 33 %